# Шульце-Наумбург, Пауль
Пауль Шульце-Наумбург (нем. Paul Schultze-Naumburg; 10 июня 1869, Альмрих (Саксония-Анхальт) — 19 мая 1949, Йена) — немецкий архитектор. Признанный лидер архитектурного движения хайматкунст.

## Биография
Шульце-Наумбург родился в Альмрихе (теперь часть Наумбурга) в прусской Саксонии, и к 1900 году стал известным живописцем и архитектором. Проживал в населённом пункте Заалекк, построил там жилой дом и «Ландхаус Заалекк» (нем. Landhaus Saaleck). Строил в Ваймаре, Зибурге, Цецилиенхофе (Берлин). Был влиятельным членом объединения «Немецкие мастерские» и германского Веркбунда.
Наиболее известная работа в архитектуре — резиденция кронпринца Вильгельма «Цецилиенхоф». В 1912 году кайзер Вильгельм II распорядился о выделении средств на строительство нового дворца для своего сына, кронпринца Вильгельма, в Новом саду Потсдама. Шульце-Наумбург проектировал резиденцию исходя из пожелания самого кронцпринца — замок в стиле Тюдоров — эпохи правления британского королевского дома Тюдоров. Для изучения архитектуры Тюдор-Ренессанса, архитектор посетил Англию, Уэльс и Шотландию. На эти заказчик выделил 1 498 тыс. рейхсмарок, срок окончания строительства был установлен на 1 октября 1915 года. В мае 1913 года кронпринц Вильгельм торжественно заложил первый камень в фундамент новой резиденции. Полностью строительные работы во дворце были завершены 1 октября 1917 года.

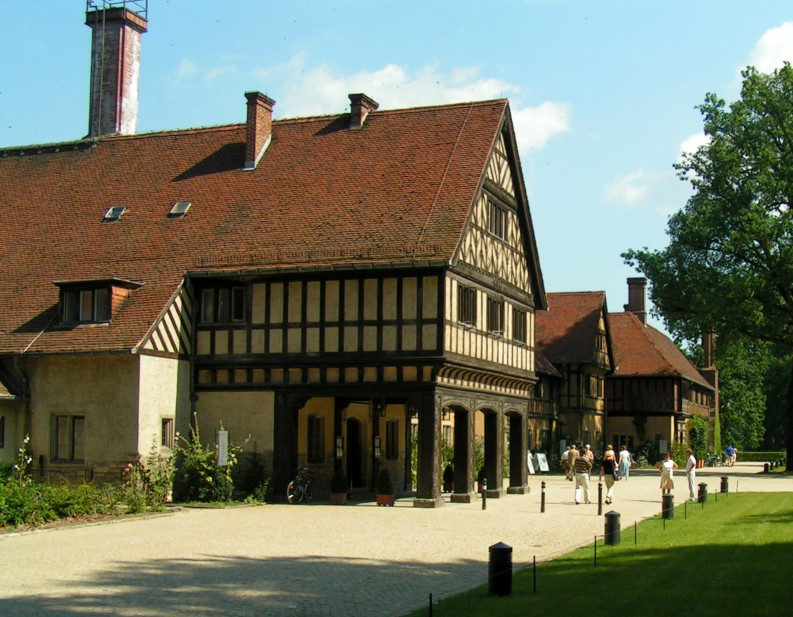
Замок Цецилиенхоф, Потсдам, 1914—1917

Шульце-Наумбург исповедовал идеи движения хайматкунст, близкие идеологии немецко-австрийского бидермайера и староанглийского стиля, разделял ретроспективные устремления Уильяма Морриса и его мастерских «Искусства и ремёсла». Он был активным и последовательным критиком архитектурного модернизма. Возглавлял Государственные учебные заведения в Ваймаре. Шульце-Наумбург был влиятельным теоретиком искусства и оставил значительное научное наследие, включающее девять томов сборника статей «Культурное строительство» (1901—1917), капитальную монографию «Искусство немцев. Его природа и его произведения» (Die Kunst der Deutschen. Ihr Wesen und ihre Werke), «Буржуазный жилой дом» (1926), «Искусство и раса» (Kunst und Rasse, 1927), «Лик немецкого дома» (1930).
Шульце-Наумбург утверждал, что только «расово чистые» художники могут создавать здоровое искусство, которое способно отстаивать вечные идеалы классической красоты, в то время как расово «смешанные» современные художники демонстрировали свою неполноценность и коррупцию, создавая искажённые произведения искусства. В качестве доказательства он воспроизводил примеры современного буржуазного искусства рядом с фотографиями людей с уродствами и болезнями. Тем самым он иллюстрировал интерпретацию искусства модернизма как неизлечимой болезни.
Входил в состав идейно близкой к НСДАП добровольной пропагандистской группы «Союз борьбы архитекторов и инженеров» (нем. Kampfbund deutscher Architekten und Ingenieure). После войны его имя было включено в список деятелей германской культуры, сотрудничавшими с нацистами. Похоронен на Историческом кладбище в Ваймаре.